# Cookie's Fortune
Cookie's Fortune (títol original en anglès: Cookie's Fortune) és una pel·lícula estatunidenca de Robert Altman estrenada el 1999. L'obra s'ha doblat al català.

## Argument
Jewel Mae Orcutt, anomenada Cookie, és una vella senyora excèntrica que viu en un casal a Holly Springs, un llogarret de Mississipi. Amb nombrosos mals, aprecia la presència al seu costat de Willis Richard, un negre bonàs que va ser el millor amic del seu difunt marit, per qui plora encara. Camille i Cora, les seves nebodes, tenen pretensions culturals i organitzen vesprades teatrals. Presa d'un accés de nostàlgia, Cookie se suïcida. Les seves dues nebodes, horroritzades per aquesta manca de bones maneres, decideixen maquillar el suïcidi en crim.

## Repartiment
- Glenn Close: Camille Dixon
- Julianne Moore: Cora Duvall
- Charles S Dutton: Willis Richland
- Liv Tyler: Emma Duvall
- Chris O'donnell: Jason Brown
- Courtney B. Vance: Ottis Tucker
- Ned Beatty: el xèrif Lester Boyle
- Patricia Neal: Jewell Mae Orcutt, dit "Cookie"
- Lyle Lovett: Manny Hood

## Música
La música per la pel·lícula va ser composta per David A. Stewart. L'àlbum de banda sonora va ser estrenada el 2 d'abril de 1999. Hi actua el saxofonista Candy Dulfer.
1. "Cookie"
2. "Wild Women Don't Get The Blues"
3. "Helios"
4. "Camilla's Prayer"
5. "The Cookie Jar"
6. "Hey Josie"
7. "All I'm Sayin' Is This"
8. "A Good Man"
9. "I Did Good Didn't I?"
10. "A Golden Boat"
11. "I'm Comin' Home"
12. "Willis Is Innocent"
13. "Patrol Car Blues"
14. "Emma"
15. "Humming Home"

Totes les cançons van ser compostes per Stewart, excepte "Cookie", "Camilla's Prayer" i "Patrol Car Blues" compostes per Dulfer i Stewart.